# Gabriele Janssen

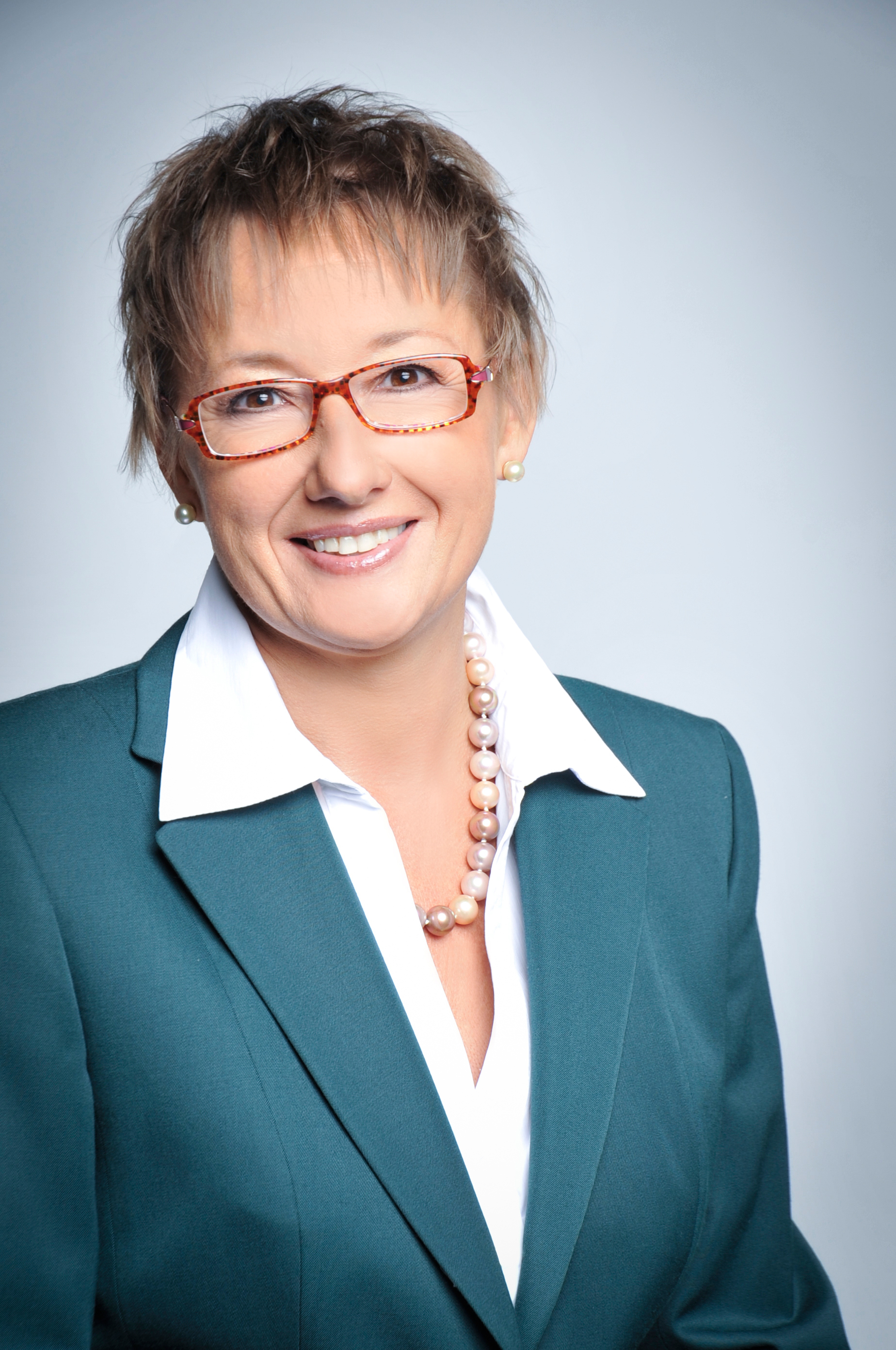
Gabriele Janssen, 2012

Gabriele Janssen (* 1964 in Remagen) ist eine deutsche Chemikerin und Sachbuchautorin.
Janssen studierte an der Fachhochschule Bonn-Rhein-Sieg Chemie mit dem Schwerpunkt „Recht, Management und Sicherheit“.  Ihre Diplomarbeit „Konzept zum Gefahrstoffmanagement und der Mitarbeiterausbildung in einem mittelständischen Unternehmen der chemischen Industrie“ lieferte den Stoff für ihr erstes Buch.

## Werke (Auswahl)
- Das Sicherheitsdatenblatt nach REACH und TRGS 220. Neue Pflichten 2021/2022. 9. Auflage. ecomed Sicherheit, Landsberg 2021, ISBN 978-3-609-65691-5.
- Betriebssicherheits-Management nach BetrSichV. ein Leitfaden zur Umsetzung der Betriebssicherheitsverordnung (BetrSichV) in den einzelnen Unternehmensbereichen. 3. Auflage. ecomed Sicherheit, Landsberg 2012, ISBN 978-3-609-66414-9.
- BGV A1 – Grundsätze der Prävention. 1. Auflage. ecomed Sicherheit, Landsberg 2005, ISBN 3-609-66375-8.
- Die Lösemittelbilanz. ein Leitfaden zur Umsetzung der 31. Bundes-Immissionsschutzverordnung (BImSchV) und der Lösemittelhaltige Farben- und Lack-Verordnung (ChemVOCFarbV). 1. Auflage. ecomed Sicherheit, Landsberg 2006, ISBN 3-609-66303-0.
- ADR-Tunnelnavigator 2010. welche Tunnel Sie als Gefahrgut-Fahrer durchfahren dürfen, 1. Auflage. Verlag für die Deutsche Wirtschaft, Bonn 2010, ISBN 978-3-8125-0988-6.
- Buß- und Verwarnungsgeldkatalog Gefahrgut nach RSEB. VNR Verlag für die Deutsche Wirtschaft, Bonn 2012, ISBN 978-3-8125-1359-3.
- ADR 2017 – Die neuen Schriftlichen Weisungen. 2. Auflage. VNR Verlag für die Deutsche Wirtschaft, Bonn 2016, ISBN 978-3-8125-2417-9.
- Wegweiser Arbeitssicherheit. Die wichtigsten Sicherheitsinformationen in Deutsch, Englisch, Französisch, Serbisch, Arabisch, Persisch (Farsi), Polnisch, Russisch, Spanisch und Türkisch. 2. Auflage. VNR Verlag für die Deutsche Wirtschaft, Bonn 2018.
- Beförderung gefährlicher Güter. Worauf Sie in der Transportkette achten müssen, 1. Auflage, VNR Verlag für die Deutsche Wirtschaft, Bonn 2018, ISBN 978-3-8125-2684-5.
- Explosionsschutzdokument nach § 6 BetrSichV. Leitfaden zur Durchführung der Richtlinie 1999/92/EG mit einer Einführung von Gaby Janssen, 1. Auflage, ecomed Sicherheit, Landsberg 2004, ISBN 3-609-61861-2
- Baustoffkunde für Praktiker. Baustoffsortimente von A-Z, Co-Autorin bei der 17. Auflage, Rudolf Müller GmbH & Co. KG, Köln 2023, ISBN 978-3-947919-17-8